# Skót labdarúgó-szövetség
A Skót labdarúgó-szövetség (angolul: Scottish Football Association [SFA]) Skócia nemzeti labdarúgó-szövetsége. 1873. március 13-án alapították. A szövetség szervezi a Skót labdarúgó-bajnokságot, valamint a Skót kupát. Működteti a Skót labdarúgó-válogatottat, valamint a Skót női labdarúgó-válogatottat. Székhelye Glasgow-ban található.

## Történelme
1872-ben alapították. A Nemzetközi Labdarúgó-szövetségnek (FIFA) 1910-től tagja. 1954-től az Európai Labdarúgó-szövetség (UEFA) alapító tagja. Fő feladata a nemzetközi kapcsolatokon kívül, a  Skót labdarúgó-válogatott férfi és női ágának, a korosztályos válogatottak, illetve a nemzeti bajnokság szervezése, irányítása. A működést biztosító bizottságai közül a Játékvezető Bizottság (JB) felelős a játékvezetők utánpótlásáért, elméleti (teszt) és cooper (fizikai) képzéséért.

## Elnökök
- John McDowall (1882–1928)
- George Graham (1928–1957)
- Willie Allan (1957–1977)
- Ernie Walker (1977–1990)
- Jim Farry (1990–1999)
- David Taylor (1999–2007)
- Gordon Smith (2007–2010)
- Stewart Regan (2010–jelenleg)